# Bernard Ollivier
Bernard Ollivier (Mancha, 1938) es un periodista y escritor francés, conocido sobre todo por sus relatos de viajes, y fundador de una asociación para la reinserción de los jóvenes a través del senderismo.

## Vida
Nacido en la Mancha, Ollivier hizo carrera como periodista político y económico. Tras jubilarse, decidió dedicarse a la escritura y a caminar hasta Santiago de Compostela, para luego emprender una larga marcha de 12.000 km desde Estambul hasta Xi'an por la ruta de la seda. Como escritor, publica relatos cortos, entre ellos una colección sobre los sin techo, novelas policíacas, pero también relatos de sus viajes. El éxito de sus obras le permitió fundar más tarde la asociación Seuil para la reinserción de jóvenes con dificultades a través del senderismo.

## Publicaciones
- Longue marche : à pied de la Méditerranée jusqu'en Chine par la Ruta de la soie, Phébus, 4 volúmenes, volumen I, Traverser l'Anatolie (2000); volumen II, Vers Samarcande (2001); volumen III, Le descarga des estepas (2003). (Prix Joseph-Kessel 2001).
- Nouvelles d'en bas, 2001, Ficción sobre el homeless en el métro.[6]
- L'allumette et la bombe, 2007, ensayo en los suburbios después de los 2005 disturbios franceses y descripción de los métodos de su asociación[9]
- Carnets d'une longue marche, 2005, acuarelas por François Dermaut, y textos por Bernard Ollivier, sobre el silky carretera.[10]
- Aventures en Loire, Phébus, 2009, en un 1000 viaje de km por pies y canoa a lo largo del río Loire.[8][11]
- La vie Comienza à 60 ans, 2012[12]
- Histoire de Rosa qui tint le monde dans sa principal, 2013[13]
- Sur le chemin des ducs : la Normandie à pied, de Rouen au Mont-Santo-Michel, 2013[14]
- Marche et invente ta vie : Adolescentes en difficulté, ils se reconstruisent par une marche au largos cours, Arthaud, 2015[15]